# 相良站
相良站（日语：／ Sagara eki */?）是位於静岡縣榛原郡相良町（現時：牧之原市），靜岡鐵道駿遠線的鐵路車站（廢站）。
此站是位於榛南地區內，與川崎町擁有差不多人口的相良町之玄關車站。此站的上下車人次較多，客源除了來自相良外，還有福岡地區和萩間川對面岸。
站舍是一座敷上瓦頂的小型建築物，月台邊敷上了鵝卵石。站內還有車廠，以駿遠線的標準來說，此站的範圍比較大。當與舊中遠鐵道區間的連接段斷開（1964年）後，相良至堀野新田之間的列車服務只有早上和黃昏，在日間時段，站前設有鐵路代行巴士服務。車站後方設有留置線，該路軌鄰接稻田，兩間之間沒有空間設置斜坡，因此使用了枕木和木樁分隔。

## 歷史
- 1918年（大正7年）6月16日 - 藤相鐵道遠州川崎町站（後來名為榛原町站）至此站之間開通，此站啟用[3]。
- 1926年（大正15年）4月27日 - 藤相鐵道此站至地頭方站之間開通[3]。
- 1943年（昭和18年）5月15日 - 在公司合併後，成為靜岡鐵道藤相線的車站。
- 1948年（昭和23年）9月6日 - 在路線合併後，成為靜岡鐵道駿遠線的車站。
- 1968年（昭和43年）8月22日 - 大井川站至堀野新田之間廢除，此站也被廢除[3]。

## 現狀
車站遺址變成了住宅區，但是民居比較分散，荒地也較多，但是比當年更荒涼。

## 相鄰車站
靜岡鐵道
駿遠線
太田濱－相良－新相良

## 注腳
1. ↑  鉄道停車場一覧：昭和12年10月1日現在 國立國會圖書館數碼化收藏
2. ↑  《シーナリィガイド》河田耕一，機藝出版社，1974年，p.160-163「靜岡鐵道　駿遠線」
（原本文獻來自《鐵道模型趣味》No.210，1965年12月號）
3. 1 2 3  今尾惠介監修《日本鐵道旅行地圖帳 7號 東海》新潮社 31頁

## 相關項目
- 日本鐵路車站列表 Sa